# Phantominsel

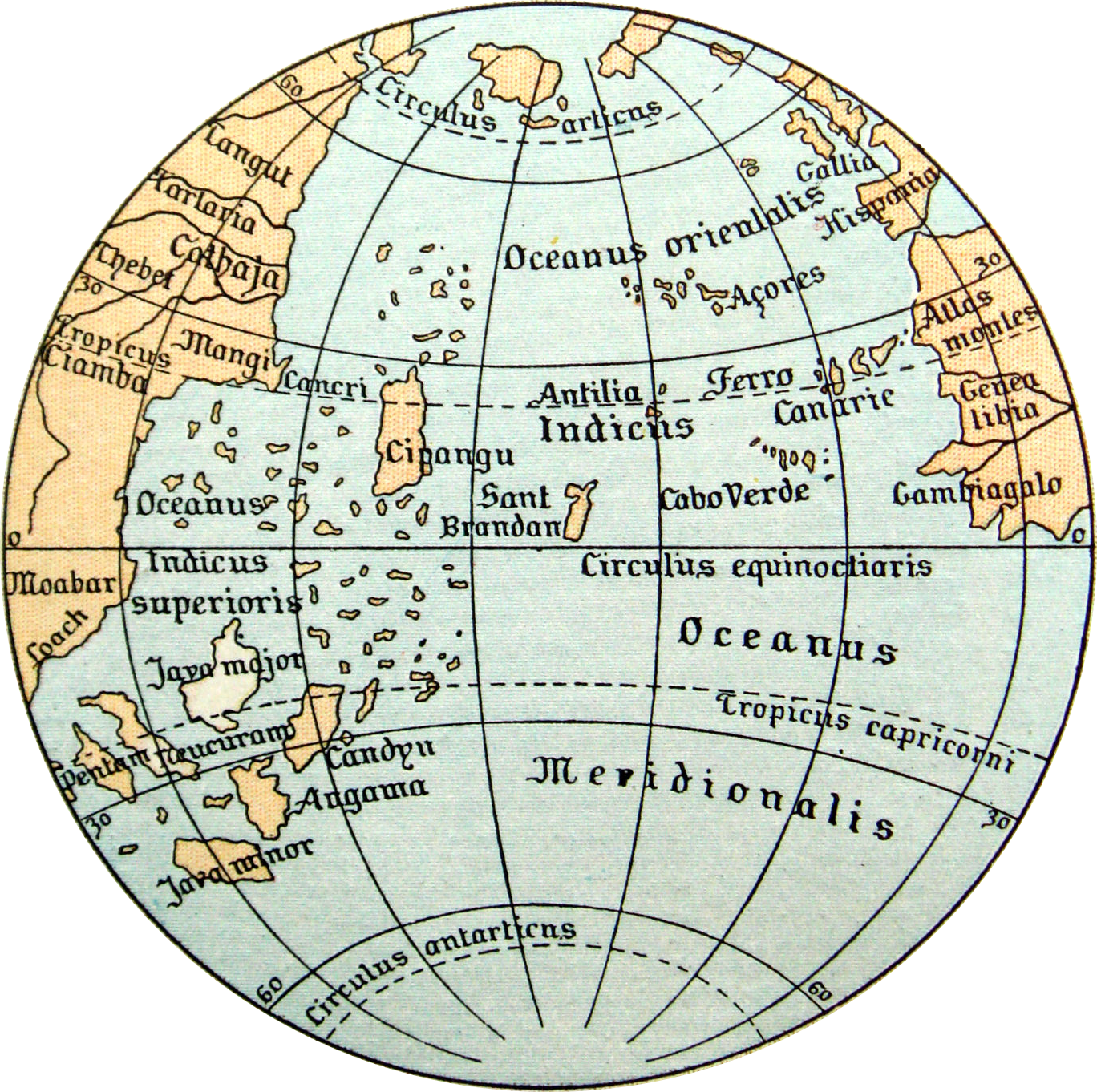
Erdapfel von Martin Behaim, 1492

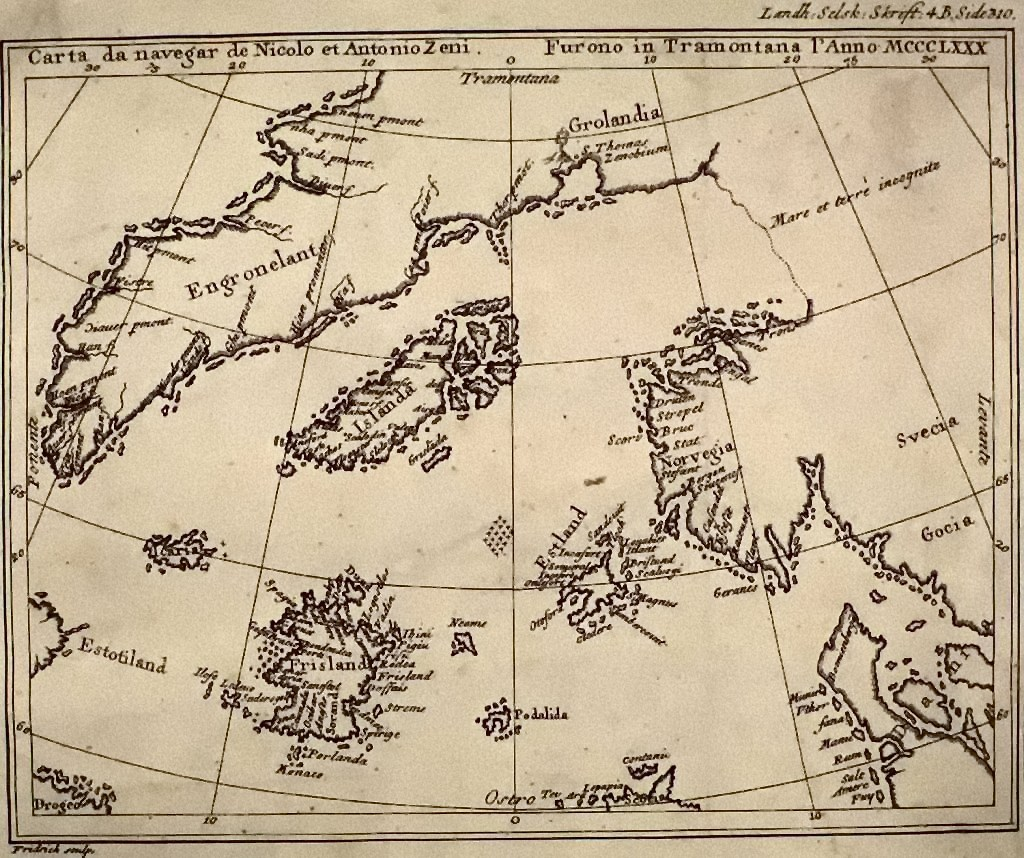
Karte von Nicolo Zeno, 1558

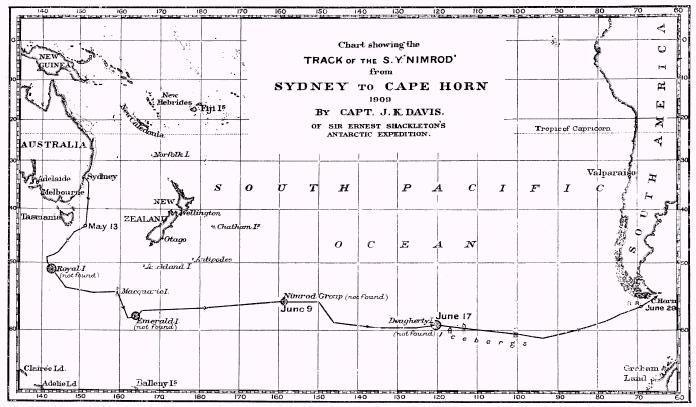
Route der S. Y. Nimrod auf der Suche nach den Phantominseln im Südpazifik (1909)

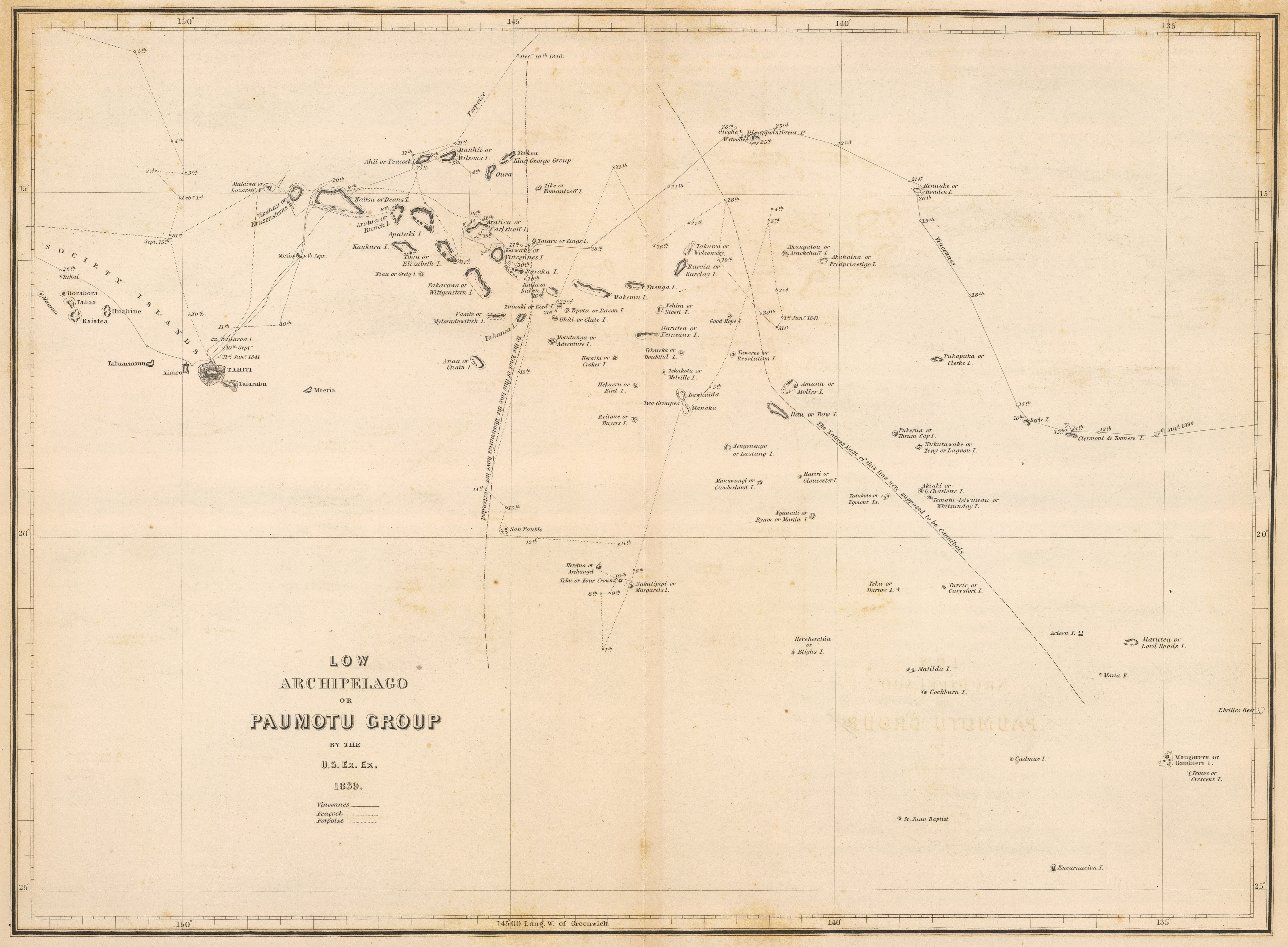
Auch die beiden südlichsten Inseln auf dieser Karte des Tuamotu-Archipels von 1839 sind Phantominseln: St. Juan Baptist und Encarnation I.

Eine Phantominsel oder Scheininsel (auch Isla fantasma, spanisch für Schein- oder Geisterinsel) ist eine Insel, die auf historischen Karten verzeichnet oder in historischen Schriftstücken beschrieben ist, aber tatsächlich nie existierte. Phantominseln sind nach heutigem Wissensstand weder sicher auf eine bestehende Insel ableitbar noch vulkanisch, tektonisch, klimatisch oder durch Erosion unter den Meeresspiegel gesunken. Die meisten Phantominseln waren zeitweise auf Seekarten eingetragen.
Auch heute gibt es noch ungesicherte Eilande, besonders im Südpazifik. Zurzeit ist beispielsweise die Existenz der beiden in vielen zeitgenössischen Atlanten eingetragenen Riffe Ernest Legouvé und Maria Theresia umstritten.

## Reale Wirkungen von Phantominseln
Auch wenn Phantominseln inexistent sind, stellen sie keineswegs nur amüsante Randerscheinungen der Kartografie dar. Expeditionen brachen auf, um so manche Phantominsel zu suchen, und Menschen wurden reich belohnt (etwa João Vaz Corte-Real für seine Entdeckung der Phantominsel Bacalao). Handelsgesellschaften zahlten Gelder für das Recht, mit der Phantominsel zu handeln (etwa die Hudson’s Bay Company für das Handelsrecht mit der Insel Buss), und Seefahrer wagten sich im Vertrauen auf die Möglichkeit, bei ihnen vor Anker zu gehen, auf den Atlantik. Angeblich hoffte Christoph Kolumbus bei seiner ersten Reise nach Amerika auf eine Zwischenstation auf der Phantominsel Antilia. In den 2000er Jahren erhielt die Frage der Existenz oder Nichtexistenz der mexikanischen Insel Bermeja große wirtschaftliche Bedeutung, da sich innerhalb der 200-Meilen-Zone um die vermeintliche Insel große Erdölvorkommen befanden.

## Ursachen für das Auftauchen von Phantominseln
Die ältesten Phantominseln haben ihre Ursachen in antiken oder christlichen Legenden. Antilia, die Sankt-Brendan-Insel oder Hy Brasil wurden auf Seekarten eingetragen, da Kartografen und Seefahrer glaubten, dass Heilige und Bischöfe ideale Reiche im Atlantik errichtet hätten. Ließ sich solches Land nicht auffinden, nahm man an, dass es sich weiter westlich befände. Deshalb erscheinen solche Phantome auch auf frühen neuzeitlichen Karten.
Etliche Inseln wurden zudem im Laufe der Jahrhunderte mehrfach entdeckt. Zum Beispiel ging die Kenntnis über bestimmte in der Antike bereits bekannte Inseln im Lauf des Mittelalters wieder verloren (etwa die Kanarischen Inseln oder die Azoren). Gelegentlich waren wohl auch diese mitverantwortlich für die Entstehung von Legenden der oben beschriebenen Art. Trafen Seefahrer nun auf die reale Insel und sie entsprach nicht  den legendenhaften Vorstellungen, musste sich die Insel mit den „richtigen“ Attributen demnach weiter westlich befinden. Teils hatte die Erstentdeckung keine Spuren auf der betreffenden Insel hinterlassen und ihre geographische Lage war ungenau wiedergegeben oder der „Zweitentdecker“ befand sich im Irrtum über seine eigene geografische Lage.
Magnetische Kompassabweichungen, die bis ins späte 18. Jahrhundert währende Unfähigkeit, die geographische Länge zuverlässig zu bestimmen (→ Längenproblem), und unsichtbare Meeresströmungen, die ein Schiff erheblich schneller fahren oder unmerklich abdriften lassen konnten, sorgten für exakte Beschreibungen nichtexistierender Inseln. Beinahe drei Jahrhunderte lang war auf allen Karten des Nordatlantiks die Insel Buss eingetragen. Wahrscheinlich hatten starke Strömungen gleich mehrere Besucher der „Insel Buss“ so weit von ihrem angenommenen Kurs Richtung Norden abgebracht, dass sie die Südspitze Grönlands (deren geografische Lage lange Zeit zu weit nördlich angesetzt war) für eine Insel südwestlich Grönlands hielten.
Neben Legenden, Doppelentdeckungen und nautischen Irrtümern waren auch Seemannsgarn, bewusste Irreführungen durch ruhmsüchtige Kapitäne und optische Täuschungen Ursachen für Phantominseln. Auf keinen Fall aber beschränken sich diese Phänomene ausschließlich auf ein vorwissenschaftliches, unaufgeklärtes Zeitalter.

## Liste von Phantominseln

### Echte Phantominseln
Echte Phantominseln sind Inseln, die historisch als real angenommen wurden, aber nicht (mehr) existieren.
- Albert-Eduard-Insel
- Alligator-Insel
- Andrejewland
- Anna-Riff
- Antilia / Antillia
- Aurora-Inseln
- Bacalao
- Barbary-Insel
- Balonia
- Bermeja
- Bouvet & Hay
- Bradley-Land
- Brasilinsel / Hy Brasil
- Burdwood-Insel
- Buss
- Byers-Insel
- Camira-Insel
- Caravanserralius Island
- Colunas
- Congress-Insel
- Crespo
- Crocker Land
- Dämoneninsel
- Davisland
- Devil’s Rock / Teufelsfelsen
- Dos Romeiros
- Dougherty Island
- Drogeo
- Dudoza
- Duncan
- Elisabethiden
- Emerald
- Enchuysen
- Ernest-Legouvé-Riff
- Estotiland
- Exchequer
- Fata-Morgana-Land
- Fonseca (Insel)
- Frisland
- Gallego
- Ganges Island
- Grampus Island oder Sebastian Lobos
- Isla Grande
- Groclant
- Harmsworth-Insel
- Haymet-Felsen
- Ityers
- João-da-Gama-Land
- Jupiter Reef
- Keenan-Land
- König-Oskar-Land
- Krusenstern-Riff
- Lindsay-Insel
- Liverpool-Insel
- Lomea
- Los Jardines
- Mayda / Maida
- Juan de Lisboa
- Juwel-Inseln
- Macey’s Island
- Macsinof-Insel
- Maria Laxara
- Maria-Theresia-Riff
- Mayda / Asmayda
- Middle Island
- Morrell-Insel
- Neome
- New South Greenland
- New St. Helena
- Nimrod-Gruppe
- Onascusa
- Otra
- Pagoda-Felsen
- Pepys Island
- Petermann-Land
- Phélipeaux / Philippaux
- Podesta
- Pontchartrain
- Rangitiki
- Restinga de Sefton
- Rica de Oro
- Rica de Plata
- Roca Island
- Royal-Company-Inseln
- Rupes Nigra
- Sandy Island
- Sankt-Brendan-Insel
- Sannikow-Land
- Sarah Ann
- Satanazes
- Saxemberg
- Schjetman-Riff
- Sebastian-Lopez-Inseln
- Snakes Islands
- St. Matthäusinsel
- Strathfillan Rock
- Teonimanu oder Teonimenu
- Terra Nova Islands
- Thompsoninsel
- Torca Island
- Truls-Insel
- Undine-Felsen
- Wachusett-Riff
- Wairuna
- Waq-Waq-Inseln
- Willoughby’s Land
- Ymana

Die Roggewein-Inseln (eine veraltete Bezeichnung) existieren tatsächlich, erhielten ihren Namen aber vermutlich wegen einer Verwechselung mit Samoa.

### Phantomhalbinseln
- Drachenschwanz (Halbinsel)

### Halbinseln, die als Inseln angesehen wurden
- Armitage-Insel
- Kalifornien
- Isla Grande (Südatlantik)
- Korea
- Skandinavische Halbinsel

### Mythische Inseln
Mythische Inseln sind Bestandteile von Sagen und Legenden. Oft ist ihre Existenz eher im übertragenen Sinne als geografisch zu verstehen.
- Aiaia
- Aiolia
- Atlantis
- Avalon
- Baltia
- Bra
- Buyan
- Cockaigne
- Hawaiki
- Icaria
- Incoberta
- Kumarikkandam
- Lomea / Infera Island / Goodwin Sands
- Lowland Hundred / Cantre'r Gwaelod
- Lyonesse
- Ogygia
- Rocabarraigh
- Thrinakia
- Thule
- Thuvaraiyam Pathi
- Tyno Helig
- Wülpensand

### Erfundene Inseln
Erfundene Inseln sind solche, deren Existenz von ihrem Erfinder bewusst vorgetäuscht wurde, z. B. aus kommerziellem Interesse, aber als real angenommen wurden.
- Byers-Insel
- Morrell-Insel
- Phélipeaux
- Pontchartrain
- Painters Wifes Island oder Painter´s Wives Island

### Hypothetische Inseln
Hypothetische Inseln entstanden aus der Idealisierung historischer Kartenbilder. Zu große Landmassen ohne Seen im Innern schienen bis ins 19. Jahrhundert genauso wenig denkbar wie zu weite Meere ohne Inseln. Auch konnte man sich das „Übergewicht“ an Land auf der Nordhalbkugel nicht vorstellen. So suchte man nach Inseln und Landmassen, die auch Eingang in die Landkarten fanden, obwohl sie nie gesichtet wurden.
- Mu
- Terra Australis

Weiter wurden Hypothesen über Landmassen aus anderen wissenschaftlichen Überlegungen aufgestellt. So wurde beispielsweise aufgrund der Verteilung von fossilen und rezenten Tier- und Pflanzenarten auf voneinander entfernten Kontinenten der Kontinent Lemuria postuliert. Dies geschah vor der Entdeckung der Plattentektonik und war mit dem damaligen Kenntnisstand nicht anders erklärbar.